# Caleb Ransaw
Caleb Ransaw (Harvest, 22 dicembre 2002) è un giocatore di football americano statunitense che milita nel ruolo di cornerback per i Jacksonville Jaguars della National Football League (NFL).

## Carriera universitaria

### Troy
Nelle prime due stagioni a Troy nel 2021 e 2022, Ransaw disputò 21 partite, totalizzando 30 tackle e 3 passaggi deviati. Nel 2023 divenne titolare a tempo pieno, mettendo a segno 51 tackle, 2 passaggi deviati e un intercetto, venendo nominato menzione onorevole nella formazione ideale della Sun Belt Conference. A fine anno optò per cambiare istituto.

### Tulane
Ransaw si trasferì ai Tulane Green Wave. Nella settimana 9 della stagione 2024 mise a segno 5 placcaggi e un passaggio deviato nella vittoria sui North Texas Mean Green. Chiuse la sua unica stagione con i Green Wave con 33 tackle, un sack e 3 passaggi deviati. Concesse solamente 11 ricezioni su 24 volte in cui fu chiamato in causa in 265 snap di marcatura nei passaggi. A fine anno annunciò il suo passaggio tra i professionisti, venendo convocato per il Senior Bowl e l'East-West Shrine Bowl. Nel Senior Bowl mise a segno un intercetto nella end zone sul quarterback Tyler Shough che ritornò per 27 yard.

## Carriera professionistica

### Jacksonville Jaguars
Ransaw fu scelto nel corso del terzo giro (88º assoluto) del Draft NFL 2025 dai Jacksonville Jaguars.